# Оралбай, Айбек Рахатулы
Айбек Рахатулы Оралбай (каз. Айбек Рахатұлы Оралбай; род. 11 июня 2000, Астана) — казахстанский боксёр-любитель, выступающий в тяжёлой весовой категории. Член национальной сборной Казахстана по боксу, мастер спорта международного класса Республики Казахстан, чемпион Азии (2022), многократный чемпион Казахстана (2019, 2020, 2021), чемпион Юношеских Олимпийских игр (2018), серебряный призёр чемпионата мира среди молодежи (2018), чемпион Азии среди молодежи (2018), многократный победитель и призёр международных и национальных турниров в любителях.

## Биография
Айбек Оралбай родился 11 июня 2000 года в селе Айша-Биби, Жамбылской области Казахстана.
Брат-близнец другого боксёра Нурбека Оралбая.
Происходит из рода тама племени жетыру.

## Любительская карьера

### 2018—2020 годы
В 2018 году сначала стал победителем чемпионата Азии среди молодежи. Затем в августе 2018 года в Будапеште (Венгрия), стал серебряным призёром чемпионата мира среди молодежи (до 18 лет), в финале проиграв россиянину Игорю Фёдорову.
А в октябре 2018 года стал победителем, участвуя в III-х летних Юношеских Олимпийских играх в Буэнос-Айресе (Аргентина). Тогда в полуфинале он единогласным решением судей (5:0) победил пуэрториканца Элвина Каналеса, а в финале по очкам (5:0) победил алжирца Мохаммед-Амина Хасида.
В 2019 году стал победителем 5-летней Спартакиады Республики Казахстан.
Многократно становился чемпионом Казахстана — в 2019 году, в 2020 году и в 2021 году.

### 2021—2022 годы
В начале ноября 2021 года в Белграде (Сербия), участвовал в чемпионате мира в категории до 92 кг. Где он в 1/16 финала победил по очкам (4:1) поляка Матеуша Бережницкого, но в 1/8 финала по очкам (1:4) проиграл узбекскому боксёру Мадияру Сайдрахимову, — который в итоге стал бронзовым призёром чемпионата мира 2021 года.
В ноябре 2022 года впервые стал чемпионом Азии в Аммане (Иордания) в категории до 92 кг, в финале единогласным решением судей победив Мадияра Сайдрахимова.

### 2024 год
В марте 2024 года, в городе Бусто-Арсицио (Италия) участвовал в 1-м мировом Олимпийском квалификационном турнире, где он дошёл до четвертьфинала в весе до 92 кг, в котором по очкам со счётом 5:0 победил американца Джамара Талли, и завоевал лицензию для участия в Парижской Олимпиаде-2024.